# MNC International
MNC International est une chaîne de télévision en indonésien basée à Jakarta, fournissant des actualités et de divertissement général. Elle appartient à Media Nusantara Citra (MNC), le plus grand réseau de télévision en Indonésie. Elle est aussi diffusée à Singapour et au Japon.
La chaîne fournit des programmes d'actualités et de divertissement tels que des sitcoms, méga sinetron, spectacles de variété, programmes musicaux, documentaires et télé-réalité.